# Paramesotriton guangxiensis
Espèce
Statut de conservation UICN

 EN B1ab(iii)+2ab(iii) : En danger
Paramesotriton guangxiensis est une espèce d'urodèles de la famille des Salamandridae.

## Répartition
Cette espèce se rencontre vers 470 m d'altitude dans le xian de Ningming au Guangxi en République populaire de Chine et dans la province de Cao Bằng au Viêt Nam.

## Systématique
Le nom valide complet (avec auteur) de ce taxon est Paramesotriton guangxiensis Huang (d), Tang (d) & Tang (d), 1983).
L'espèce a été initialement classée dans le genre Trituroides sous le protonyme Trituroides guangxiensis Huang, Tang & Tang, 1983,.
Paramesotriton guangxiensis a pour synonymes :
- Paramesotriton guanxiensis (Huang, Tang & Tang, 1983)
- Trituroides guangxiensis Huang, Tang & Tang, 1983
- Trituroides guanxiensis Huang, Tang & Tang, 1983

### Étymologie
Son nom d'espèce, composé de guangxi et du suffixe latin -ensis, « qui vit dans, qui habite », lui a été donné en référence au lieu de sa découverte, le Guangxi.

### Publication originale
- (zh + en) Huang Zheng-yi, Tang Zi-ying et Tang Zi-ming, « A new species of the genus Trituroides from Guangxi, China », Acta Herpetologica Sinica, Chengdu, new Serie, vol. 2, no 2,‎ juin 1983, p. 37-39 (ISSN 1000-3215, lire en ligne, consulté le 11 mars 2025).